# Muzio Muzii (storico)
(Mutio De Mutij, Della storia di Teramo dialoghi sette, Teramo, 1893, ma scritto nel 1596, Dialogo Primo tra Roberto Grandini e Giulio De Fabricj, p. 13.)
Muzio Muzii (Teramo, 1535 – Teramo, 20 novembre 1602) è stato uno storico e poeta italiano.
Il nome originale è Mutio dei Mutij, alla sua fama è legato il trattato storico Della storia di Teramo dialoghi sette, il primo trattato storico sulla storia di Teramo, sua patria, scritto nel XVI secolo, ma pubblicato solo nel 1893.

## Vita
Della Storia di Teramo dialoghi sette di Mutio de' Mutji
Muzii non lascia molte notizie biografiche, né si è scritto di lui, e le uniche informazioni si desumono dalla sua opera principale sulla storia di Teramo. Come scrive Giacinto Pannella nel commento introduttivo nel 1893 all'opera del Muzii. Nato a Teramo nel 1535, nel 1544 perse il padre a causa delle febbri malariche che infestarono la città nella metà del XVI secolo, come ricorda nell'ultimo dialogo della Storia di Teramo

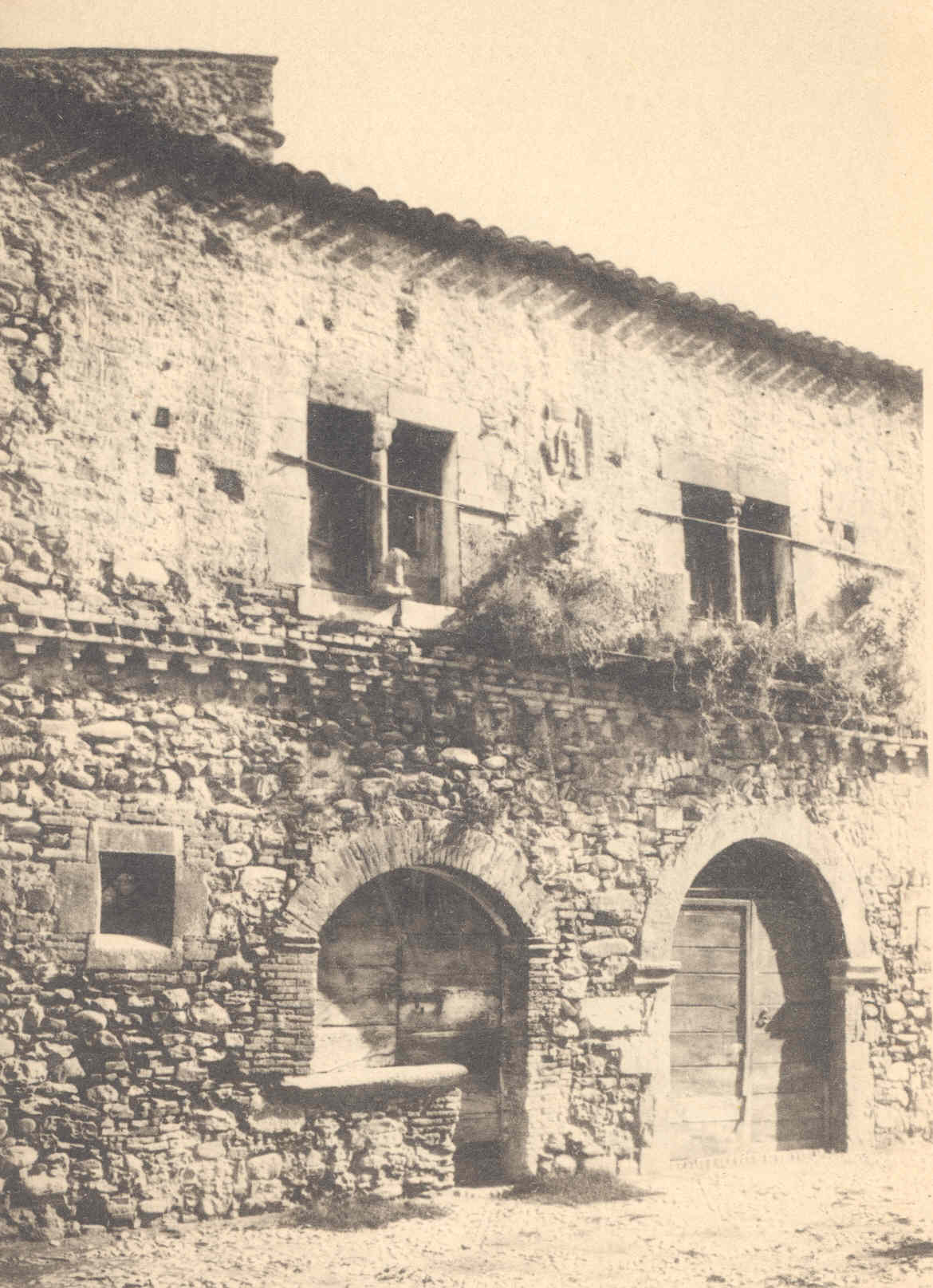
Fotografia storica di Casa Antonelli, sul corso di Porta Romana, oggi la casa è demolita

Fu avviato subito agli studi di storia e di lettere. Dalla pergamena dei Privilegi accordati all'Università di Teramo al Castello di Bacucco (Arsita, TE), si legge il suo nome Mutio di Muzio come membro del Reggimento, il 12 agosto 1599. Oltre alla sua passione di studioso della storia e delle lettere, Muzio dovette passar molto tempo a ispezionare i monumenti della città, che descriverà con minuzia nel suo trattato per fornire quante più informazioni storiche possibile. Come egli stesso dichiara all'inizio del trattato, l'amore per la sua città, e la scarsità di documenti ben raccolti in volumi lo spinsero a redigere un trattato che raggruppasse le informazioni storiche di Teramo.
Tale amore lo si vede dal candore dello stile che usa, che il Pannella ha giudicato simile a quello dei cronisti trecenteschi, che seguendo la forma dei dialoghi di Platone, mettono a loro agio il lettore, preferendo esporre, come anche nella maniera di Erodoto, le piccolezze e le particolarità che riguardarono Teramo e i feudi attorno, le usanze e i costumi della gente, da unire ai fatti storici, economici e politici che influirono inevitabilmente sulla città, come la distruzione da parte di Roberto Conte di Loritello nell'epoca normanna, o le guerre fratricide tra le famiglie dei Melatino e dei De Valle, o le angherie di potere del ducato degli Acquaviva di Atri per avere il diretto controllo sulla città, beneficiando della protezione dei sovrani di Napoli.
Il Monsignor Fabbrizii, quando Muzii scrisse l'opera alla fine del '500, poiché i fatti storici si fermano agli anni '70 di questo secolo, caldeggiò la pubblicazione dell'opera mediante una stamperia cittadina, nel 1591. Muzii fu un membro del parlamento del Collegio dei 48 a Teramo, presso il palazzo comunale, morì nel 1602.

### Questione delle opere
I dialoghi della Storia di Teramo rimasero a lungo manoscritti furono pubblicati solo nel 1893 dopo diversi tentativi. Nonostante ciò l'opera circolò in forma manoscritta e ispirò di certo gli storici abruzzesi che vennero dopo il Muzii, come Anton Ludovico Antinori, Niccola Palma e Melchiorre Delfico. Un'altra sua opera famosa è Il padre di fameglia, Stampata nel 1591 dai fratelli Isidoro e Lepido Facii che tennero la tipografia a Terama dal 1589 al 1591. L'opera mostra tutto lo spirito del Muzii e la sua cultura, ha i pregi e i difetti del suo tempo: vi si argomenta per autorità ed esempi, ma vi si scorge una grande dirittura e molto senso pratico della vita. Muzii descrive la sua figura, un padre saggio che impartisce delle lezioni di vita al figlio, Francesco, stimato in città come poeta
La seconda opera dei Dialoghi curiosi di varie Lezioni si ispira ai Dialoghi sopra la prima Decade di Tito Livio di Niccolò Machiavelli, o alle opere storiche di Francesco Guicciardini. L'opera divisa in due parti fu pubblicata nella prima dal figlio Francesco presso i Fratelli Facii di Chieti, si tratta di un libro pieno di erudizione e per la forma scelta del dialogo, tratta di varie cose, non in maniera approfondita. Discorre dell'etimologia del nome Teramo, del nome stesso di Abruzzo che deriva da Aprutium, l'antica contea dei popoli Pretuzi, dei villaggi che vi sorgono attorno, di notizie di storia geografica.
La seconda parte non venne pubblicata a causa della morte di Francesco, e il manoscritto finì nelle mani della famiglia Castelli, passando poi a Muzio Muzii jr. Nell'originale manoscritto il 29 marzo 1767 arrivò nella casa Muzii, ma l'incendio del 1798 distrusse l'abitazione, decretando così la perdita di questa seconda parte, che secondo delle testimonianze dell'inventario parlava delle questioni economiche e sociali contemporanee di Teramo.

## La famiglia Muzii

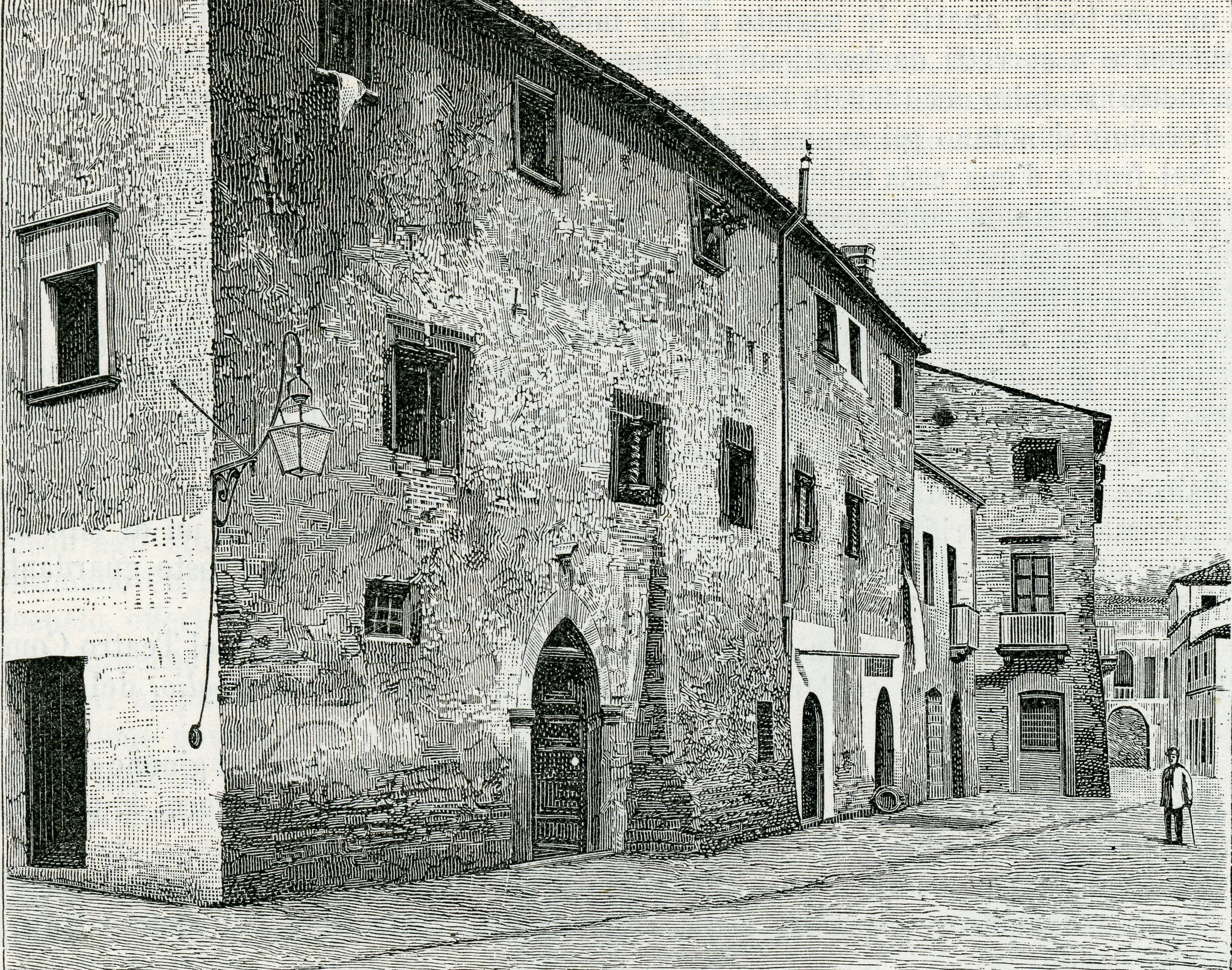
Incisione storica di Casa Melatino, presso la chiesa di Sant'Antonio di Padova

Il nome Mutius o anche "Macius" fa pensare a un'origine latina del casato. Mutius è anche un nome della casata dei Melatino, presenta a Teramo dal XIII secolo, sicché si pensa che, vedendo le origini dei Melatino, la famiglia Muzii sia di origine longobardeLo stemma porta segni di milizia soliti delle casate che contavano antenati che avevano preso parte alle Crociate, e lasciato prova di nobiltà ai discendenti. Nelle memorie di famiglie dell'Archivio Vescovile Aprutino, si legge di un tal Bernardo Mutius, che nel 1114 donò al vescovo il feudo di Uberto; è la prima attestazione di questa famiglia a Teramo.
Nell'albo degli abitanti censiti nel rione di Santa Maria a Bitetto, si legge un tal Andrea Muzii, possidente di terre al confine con Censura e Cerreto. Tracciando un piccolo albergo genealogico, il capostipite fu Berardo Muzii, seguito da Pietro Muzii (documentato nel 1140), Andrea Muzii (1170 ca.), Tommaso Muzii (1200 ca.).
Il resto delle informazioni è fornito dallo stesso Muzio Muzii nella Storia di Teramo, il quale dice che nel XV secolo la casa Muzii rischiò l'estinzione per le lotte fratricide tra i Melatino e i De Valle, nel Dialogo III parla di soldati giunti nella casa di tal Nicola Tommaso Muzii, ucciso con il fratello Nardo, e i figli, fuorché il più piccolo figlio di Nardo: Francesco. Nardo fu uno degli ambasciatori teramani scelti per andare dal re di Napoli, nel 1470, per avere il demanio sul Castello di Frondarolo. Tale nardo fu caro anche all'umanista Monsignor Campano, che lo ricorda in una lettera col nome di Nardo di Francesco.
In questi anni la sfortuna della famiglia Muzii fu di essere in buoni rapporti con la fazione dei Melatino, attirandosi dunque l'odio dei De Valle. Un tal GIacomo Muzii è citato nel 1475, in uno strumento del notaio Giuseppe Bevilacqua per una vendita di terreni a Campli.

## Della Storia di Teramo dialoghi sette
Maggiore opera di Muzii, che volle rendere a Teramo il maggior servizio, operando per primo un raggruppamento dei documenti vescovili, delle carte abbaziali, dei privilegi e dei regesti dei sovrano di Napoli, sino alla seconda metà del XVI secolo, partendo dalle origini della città, consultando gli autori più antichi quali Tito Livio, Strabone, ecc.
Nel proemio infatti il Muzii stesso, sotto le spoglie del personaggio patrizio che ospita l'amico nella sua casa con orto, si lamenta del fatto che nessuno sino ad allora si era curato di provvedere a questo compito, sottolineando invece quanto sia importante la coscienza storica e culturale di una comunità. Muzii sotto esortazione benevole del monsignor Fabrizii e del signor Urbani, iniziò a redigere il trattato nel 1596, e solo più tardi decise di adottare la forma del dialogo.
Scritto nella metà del XVI secolo, ma pubblicato solo nel 1893 con le correzioni, da Giacinto Pannella, questo testo è diviso in sette parti o "dialoghi", seguendo il metodo platonico del discorso tra due o più interlocutori: qui sono i due personaggi immaginari: Roberto Grandini e Giulio de' Fabricii, alter ego dello stesso Muzii. I due si incontrano nella casa patrizia di Fabricii, dove sono state rinvenute delle vestigia romane, e iniziano a discutere da questo presupposto, sulle vicende storiche della città di Teramo, partendo dalle origini, sino all'epoca contemporanea, ossia la metà del 1500.
Il testo è di grande importanza perché costituisce il primo trattato storico sulla città, anche se con alcune sviste storiche e mancanze, annotate dallo stesso Pannella nell'edizione critica. Tuttavia il testo fu fonte di ispirazione anche per lo storiografo del XVIII-XIX secolo Niccola Palma, che redasse i cinque volumi della Storia ecclesiastica e civile della Regione più settentrionale del Regno di Napoli, detta "Aprutium".
L'opera si divide in sette giornate trascorse dai due dialoganti, e oltre alle vicende della città, si parla di come gli eventi storici principali del Regno di Napoli a partire dal XIII secolo hanno influenzato i fatto della città, sino al 1559. Si fanno riflessioni d'indole morale, sugli avvenimenti lieti e tristi, sullo stato ora florido, ora misero della città per via delle carestie o dei rivolgimenti sociali, o per le guerre, si parla delle illustri famiglie nobili e dei feudi intorno.
Vari furono i tentativi di pubblicazione del testo prima del 1893: già al tempo dell'Antinori si cercò di pubblicare il testo, ma a causa della morte di Francesco Muzii, nel 1620 furono stampate solo alcune parti, insieme alla prima sezione dei Dialoghi. Nel 1766 l'editore Tullj stampò un Catalogo degli uomini illustri, con ampie parti del trattato del Muzii, opera che fu accolta con calore anche dall'Antinori. Tuttavia l'edizione, che avrebbe dovuto vedere la luce anche con illustrazioni, non venne stampata. Sicché si arivò al 1855, quando fu approvata la pubblicazione con il visto censura del governo borbonico. Nel 1875 il professor Pistelli avviò una serie di pubblicazioni per costituire l'Archivio Storico d'Abruzzo, iniziando con la Storia di Teramo del Muzii, ma vennero pubblicati solo tre dialoghi.
Schematizzando l'opera, essa si divide in:
Dialogo primo
Si parla, dopo l'introduzione, e i convenevoli cerimoniali dei due interlocutori, della storia di Teramo dalle origini sino all'anno 1149.
- L'orto di Giulio de' Gabricii, o come nasce questa Storia
- E' grande vergogna ignorare la Storia patri,a anzi la generale e la Geografia; disdice alla civiltà: è necessario conoscere queste discipline.
- I due interlocutori s'intendono per parlare dei successi della città fin dalla sua antichissima origine
- Come Giulio acquistasse delle cose di Teramo, e da quali fonti
- Delle sue origini e della sua antichità: argomenti e prove
- Giulio dice Teramo Colonia romana, e ne mette innanzi 6 argomenti
- A dimostrazione delle cose dette, ricorda antichi monumenti, edifici, marmi, statue, colonne: povertà di documenti della Storia antica della città.
- Enumerazione di antiche medaglie
- Stato antico della città
- Caduta dell'Impero romano; i Goti, invasori d'Italia, abbattono, distruggono Teramo
- Della dominazione ostrogota in Italia; invasione dei Longobardi
- Della dominazione dei Longobardi: riedificazione di Teramo: caduta del pegno dei Longobardi: rinnovamento dell'Impero d'Occidente
- Della Signoria dei Franchi: Teramo è parte del Regno Italico
- Nuova povertà di documenti di Storia patria: quistione dei confini diocesani: Vittore II. In Teramo: Bolla giurisdizionale di Anastasio IV. Di Campli, Montorio, Bellante, Corropoli, e altre terre diocesane
- S. Berardo vescovo aprutino: leggenda della sua Vita: canonizzazione; prosapia
- I Normanni: conquiste e signoria dei Normanni in Italia: Teramo è messa a sacco e distrutta dai Normanni
- Famiglie longobarde e franche in Teramo
- Topografia, pomerio, nuovo e vecchio, e popolazione della città

Dialogo secondo
Dal 1149 al 1382

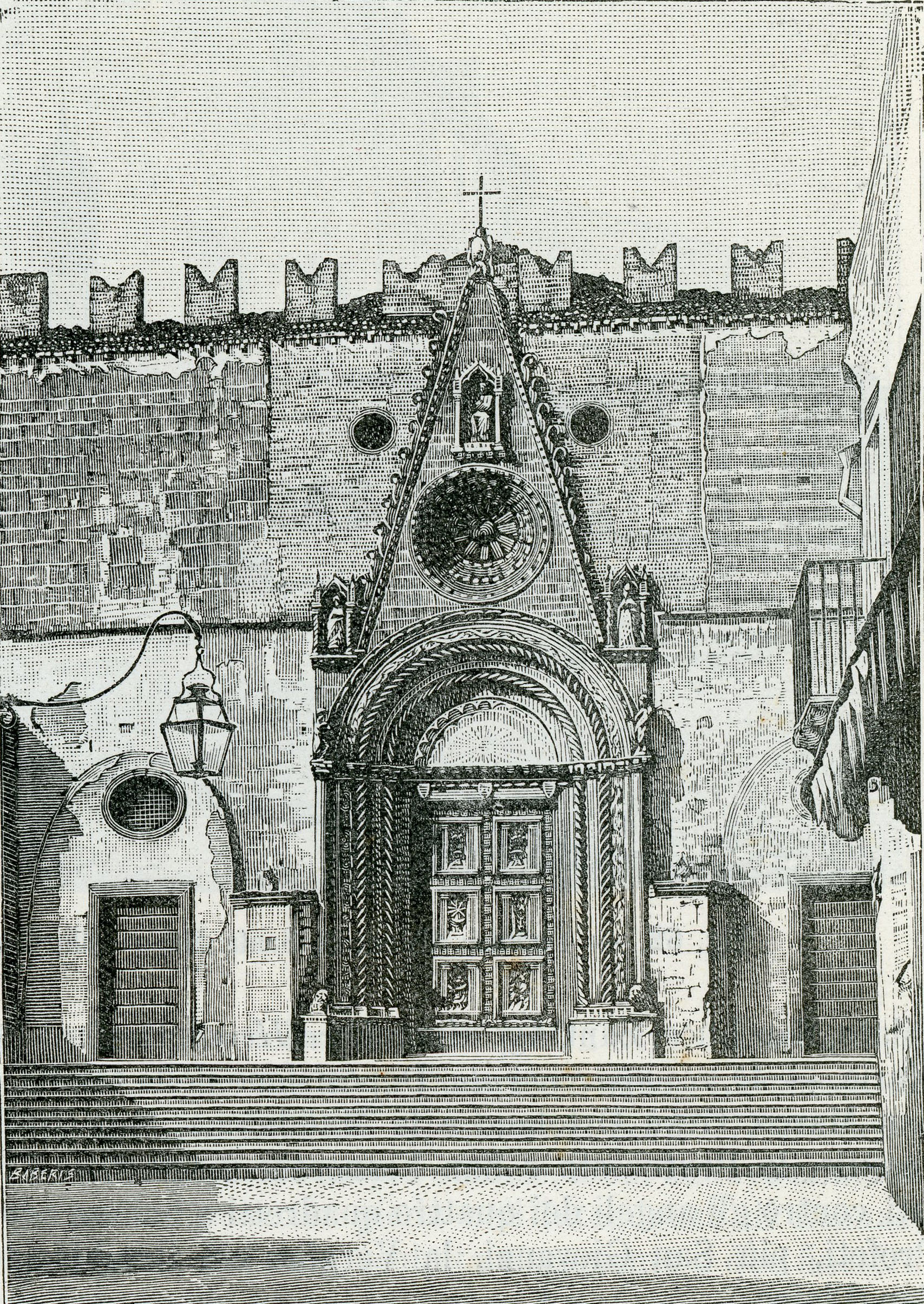
Incisione storica del Duomo di Teramo

- Il Vescovo Guidone II va a Palermo per supplicare il Re Guglielmo a riedificare la Città: consegue l'intento e ne riceve la investitura; tornato, vi riconduce i fuggiviti.
- S. Getulio, antica Cattedrale sotto il titolo di Santa Maria Maggiore
- Come il Vescovo Guidone ripopola la Città; censo dell'anno 1476
- Il nuovo Vescovo Dionisio di Brindisi, e il nuovo Re Guglielmo il Buono. Il Vescovo continua l'opera di Guidone; suo privilegio per aver nuove genti.
- È chiamato alla Diocesi di Amalfi; si elegge Attone in suo luogo. Trasporto del Corpo di S. Berardo nella nuova Cattedrale
- Dell'antica elezione dei Vescovi, e perché viene mutata
- Mancanza di notizie locali; cose più notevoli del Regno: morte di Guglielmo il Buono: elezione di Tancredi: Clemente III manda perciò un buon esercito nel Regno: Celestino III marita Costanza con Enrico VI, e lo investe del Regno Normanno: muore Enrico VI; gli succede infante, Federico II: giudicio su questo Imperatore e Re.
- Vescovado di Sasso; suo privilegio per chiamare nuove genti in Teramo; privilegio regio per il mercato del Sabbato
- Si dicono brutte cose degli svevi Federico II, Corrado, Manfredi
- La Città sotto Attone II e sotto gli ultimi Svevi; dedizioni di popoli; convenzioni fra il Vescovo Principe e deditizii
- Manfredi usurpa e tiene il Regno: Carlo d'Angiò; battaglia di Benevento. Corradino; battaglia di Tagliacozzo: al tempo di Manfredi vien messo in sicuro il Corpo di S. Berardo. Condotta della Città Verso l'Angioino, e della fede monarchica dei Teramani.
- Brutte azioni di Carlo d'Angiò; i Vespri Siciliani; Pietro di Aragona; di un anacronismo circa la durata del Regno di Carlo e invenzione del Corpo di S. Berardo, e della nuova traslazione nella Cattedrale.
- Ribellioni in questo Abruzzo dopo la morte di Carlo; Gualtieri, barone di Bellante, tenta di impadronirsi di varie terre; assedia S. Flaviano e Teramo, inutilmente, i Baroni di Miano, Caprafico, Forcella e altri dichiarati ribelli; gli uomini di queste terre riparano in Teramo. Nobili della Città. Pace tra Aragonesi e Angioini, riscatto di Carlo II.
- Ascoli in contesa con Teramo; pace di Atri e mediazione del Cardinale di S. Giorgio: della simpatia tra Ascolani e Teramani. La Città, esente da tributi, fino alla fine del XIII secolo, vi è sottoposta; in compenso, riceve il diritto d'impor gabelle; è privata dal Re del diritto di eleggere il Giudice, e vana rimostranza a Carlo per mezzo di potenti Baroni Romani; è governata da Capitano regio. Il Vescovo abdica alla signoria della Città.
- Il Regno di Roberto; le cose della Città sotto il regno di lui; Ripa Rattieri donata a Corrado Acquaviva; la Università di Teramo compra il Castello di Montorio. Roberto e i suoi figli; marita Giovanna con Andrea di Ungheria; rimasta vedova, passa a seconde nozze con Lodovico di Taranto; esce dal Regno e vi entra Lodovico d'Ungheria; vi torna colla mediazione di Clemente VI; morte di Lodovico Principe di Taranto.

- Privilegio della fiera libera di S. Domenico; questo privilegio è occasione ad una osservazione cronologica sulla durata del Regno di Lodovico di Taranto, e questa osservazione, ad una digressione sulla veridicità delle Storie, e della moralità degli Storici. Ricchezza di documenti per le cose di questo tempo; fiera generale della Pentecoste; regio assenso, che conferma la podestà d'impor gabelle; si dà facoltà di comprare parte del Castello di Poggio Cono; la Città è reintegrata nel possesso di Monticello; è assicurata che alcun Napoletano non verrà a governarla; indulto generale; le cose civili, al Banjlo; le criminali del Capitano, si confermano tutti i privilegi anteriori (1353); altri privilegi, provvedimenti, acquisti di Castelli ecc. Grande concordia e pace dei cittadini, turbata dai fratelli Ventura; son vinti e uccisi con la maggior parte della loro banda al Castello di Miano e in Teramo.

- Vescovado di Niccolò degli Arcioni; edifica la Porta maggiore della Cattedrale; ampliamenti e ornamenti dentro, e nella Città; peste del 1348, e numero grande dei Banditi nel Regno; la Regina Giovanna ha quattro mariti e un figlio; s'immischia nelle querele della elezione di Urbano VI, ed Ei la priva del Regno, dandolo a Carlo di Durazzo. Carlo prende la Corona in Roma, e viene con forte esercito a Napoli; fazione con Ottone di Brunswick, e quarto marito di Giovanna cade primione. Buccinandosi lei maneggi di Urbano per dare il Regno a Carlo di Durazzo. Ella, adotta segretamente Luigi Duca d'Angiò, che apparecchia un esercito per venire a Napoli; Giovanna è morta nel Castello di Muro.

Dialogo terzo
Dal 1382 al 1426 ca.
- I due interlocutori lamentano la triste fine di Giovanna I. I Conti e le Città mandano in Napoli ambasciatori a Carlo per prestare ubbidienza.
- Teramo città forte: la Cittadella, i Fossati, le Mura, le tre Porte della Piazza
- Luigi d'Angiò entrato nel Regno è battuto e muore a Bisceglie, Carlo riduce alla obbedienza le Città che si erano ribellate. Urbano va in Napoli. Querele fra il Papa e il Re per difendenze. Chiamato Carlo, per la morte di Lodovico, al Regno d'Ungheria, affida il proprio alla Regina Margherita, e va a prendere quella corona: muore proditoriamente.

- Teramo e Campli comprano il castello di Arnano. Ladislao e Giovanna figli di Carlo: turbolenze: i contendenti e pretendenti della Corona di Napoli: Margherita ripara in Gaeta.
- Estensione, fuochi e ricchezze della città. Edifici pubblici e privarti; la chiesa di S. Matteo: chiesa e convento di Santa Maria delle Grazie: Beato Giacomo della Marca. Della nobiltà teramana.
- Teramani illustri
- Dei Melatini, già di onore, ora di vergogna e di danno alla Città: Errico, aspira alla signoria di Teramo: gli si oppone Antonello De Valle, ed è cacciato con i suoi aderenti. Antonello usurpa la signoria. Della sua Casa, e particolari interessanti della sua vita: sua tirannide. Una comparazione: Nicolò di Rienzo, come finisce Antonello; Errico Melatino torna con i suoi dall'esilio; si lega con Antonio Acquavuva: assaltano il Palazzo di Antonello, e lui uccidono; onte fatte al suo cadavere: la Casa è rasa e vi si edifica il pubblico macello ad insulto, poi una torre di legno, ludibrio carnevalesco dei macellai. Della sorta della famiglia De Valle.

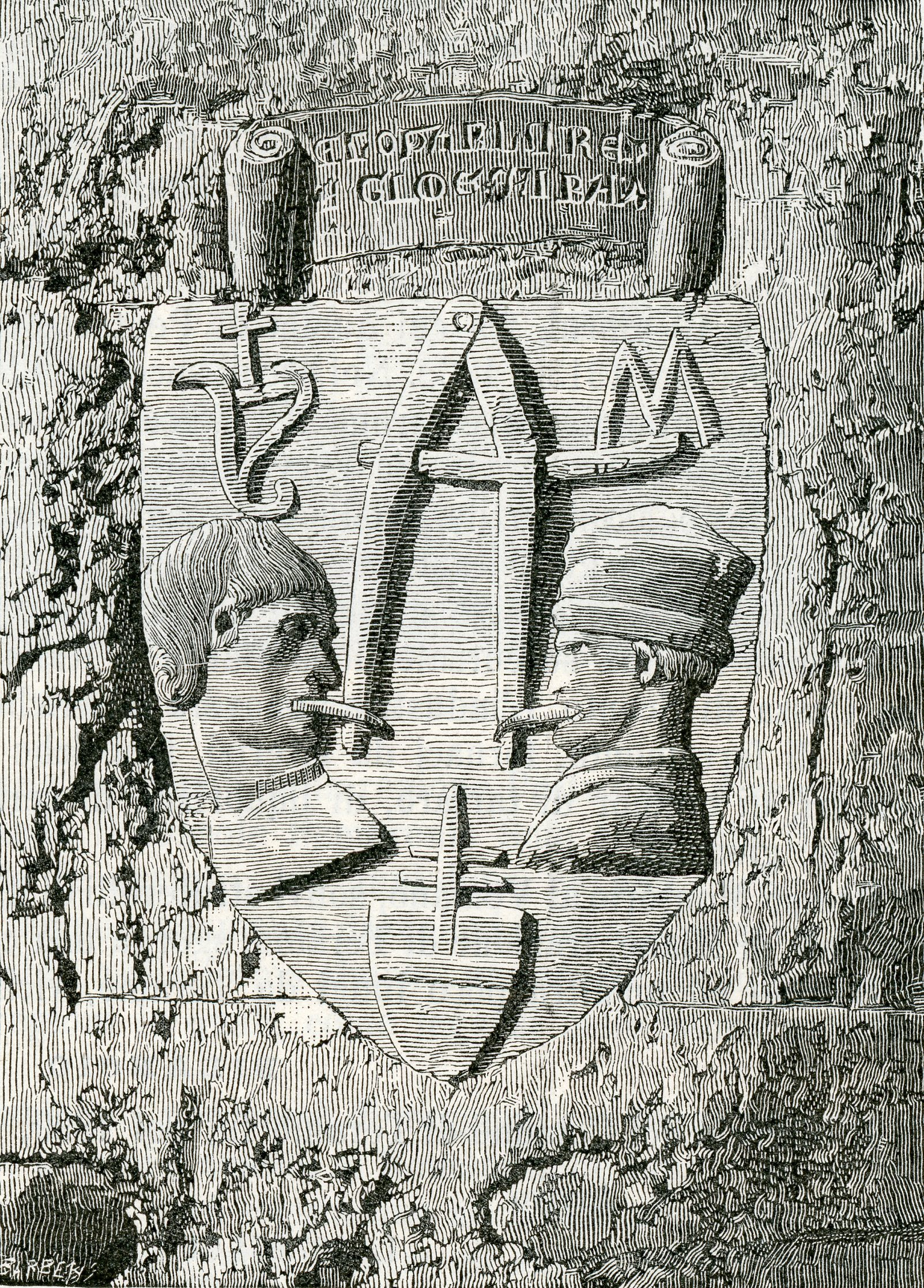
Lapide delle Malelingue (incisione), in origine presso il muro della Casa Antonelli sul corso di Porta Romana, dagli anni '30 spostata nel Palazzo civico

- Se Antonio Acquaviva tenesse signoria nella Città. Notizie genealogiche degli Acquaviva, Andrea Matteo.
- Si ritorna alle cose del Regno: il Cardinale Acciaioli, mandato da Bonifacio IX a Gaeta per la investitura di Ladislao. Lettere di Re e di Papi alla Città. Una stizza di Roberto perché Teramo è chiamata Terra e non Città e rintuzzata da Giulio.
- Fine della guerra fra Luigi d'Angiò e Ladislao: Andrea Matteo Acquaviva generale di Ladislao.
- L'Acquaviva è ucciso in Teramo da Errico Melatino, Errico Melatino ucciso dai De Valle con altri Cittadini, son tra questi i Muzi. Stipite nuovo e antichità di questa Famiglia. Nuove grandi inimicizie in Città, e morti. Educazione di Francesco Muzi; suo matrimonio con Clemenzia, ultima dei Fazii.
- Se gli Acquaviva abbian tenuto la Città in signoria: notizia dei figli di Andrea Matteo.
- Ladislao sposa la principessa Maria: dà in moglie ad Antonio Duca di Atri la figlia Caterina; feste in Taranto. Antonio muore senza prole; il Ducato passa nel fratello Pietro Bonifacio; la vedova Caterina sposa Tristano di Chiaromonte, cui porta in dote il Contado di Copertino; illustre discendenza.
- Cose della Città: Ladislao rimette gran parte dei tributi; conferma privilegi giurisdizionali: indulto generale con esclusione dei De Valle e dei Melatini; Stefano Carrara Vicario in Abruzzo: per la morte di Ladislao vi insorgono le fazioni, tornano gli esiliati: contesta tra gli Antonelli o De Valle e i Melatini; miseria.

- Giovanna II; sue tresche con Pandolfello; suo matrimonio col Conte Giacomo della Marca; prende il Castelnovo; morte di Pandolfello, carcerazione dello Sforza: gli uffici del Regno dati ai francesi: Lordino Gran Connestabile in Abruzzo; liberazione dello Sforza; Lordino tenta invano di entrare in Aquila: sollecitato dai Melatini, si volge a Teramo; consegue con inganni di entrare in Città; ha la Cittadella; la Regina manda il Carrara a ristabilire la unione; pace apparente; gli Antonelli sorprendono la Città; rovina dei traffici e delle mercature; i mercanti fiorentini abbandonano la Città: le gravi angustie del Regno impediscono alla Regina, di provvedere a quelle di Teramo.

- La fazione Angioina risorge. La Regina, manda lo Sforza contro Braccio, vinto, è privato dell'ufficio: il Papa, sdegnato, favorisce Luigi III: lo Sforza al servizio del Pretendente; vien sopra Napoli, la Regina si volge ad Alfonso di Aragona; patti; Alfonso viene a Napoli con Braccio; Giacomo di Monaldi di Perugia prende possesso di Teramo; ripigliano i traffici; benevolenze della Regina.
- La Università nostra rientra nel possesso della metà del Castello di Arnano, ritoltale già da Giovanni Novello di Sora. La Regina si guasta con Alfonso; Braccio si ritira in Teramo e assedia l'Aquila, che è liberata dall'esercito della Regina e il Papa, e Braccio vi muore in una fazione.
- Per la morte di Braccio rinascono le fazioni in Teramo; Cola Crollo chiama Giosia Acquaviva, offrendogli il dominio di Teramo, il Castellano ricusa dare la Cittadella; il Magistrato, devoto all'Acquaviva, implora la Regina che Ei sia governatore a vita; è nominato a beneplacito: esenzione delle gravezze per tre anni: privilegio della fiera di S. Michele di Maggio.
- Giosia Acquaviva in Teramo: le case riedificate esenti da gravezze: i preti soggetti come i laici ai pubblici tributi. Supplizio di Cola Crollo, e di dodici seguaci. Gli Spennati (Melatini); i Mazzaclocchi (De Valle).

Dialogo quarto
- Giosia edifica nuovo castello. Descrizione del castello. Travaglia dei cittadini.
- Cose del regno. Luigi duca di Calabria e la Regina Giovanna. Contese fra Renato e Alfonso, tra Aragonesi ed Angioini
- Francesco Sforza occupa Teramo e molte altre terre. Vi tiene Ufficiale per cinque anni. Sotto la sua signoria si fanno gli Statuti Teramani
- Il Re Alfonso in Teramo; parole di Marco Ranerio, capo del Reggimento, al Re; Risposta di Alfonso.
- Intrighi di Giosia pel dominio di Teramo; Coll'aiuto degli Sforzeschi, assedia la città; fame patita dagli assediati.
- Fatto d'armi tra le bande di Giosia e l'esercito aragonese condotto da Giovanni Antonio Orsino. Pace tra Giosia e Alfonso
- Privilegii del Re Alfonso alla città
- Pace in città e Marco Ranerio in Napoli; terremoto del 1456
- Marco Ranerio fatto assassinare da Giosia; la città si prepara alla difesa e manda 12 cittadini a Re Ferdinando succeduto ad Alfonso; privilegi concessi dal nuovo Re
- Cose del Regno; Giuliantonio figlio di Giosia Acquaviva, sposa la figlia del Re Ferdinando che restituisce Teramo ed Atr a Giosia, Giosia entra solennemente in Teramo
- Terribile fatto d'armi presso S. Flaviano sulle foci del Tordino tra le genti del Piccinino e quelle di Federico duca d'Urbino, e di Alessandro Sforza di parte angioina. Matteo de Capoa entra in Teramo.
- Capitola fra i Teramani e Matteo de Capoa. Presa della Cittadella e quindi abbattuta a supplica dei Teramani e furor di popolo. Una provvisione di Ferdinando.
- Giosia s'intitola signore e non principe di Teramo. Alcuni personaggi della famiglia Acquaviva.

Dialogo quinto
- Notizie biografiche di alcuni Acquaviva: del monastero benedettino di Sant'Angelo e del convento dei Minori Osservanti.
- Di alcuni provvedimenti per tener lungi dalla città i Mazzaclocchi e di alcuni privilegi concessi alla città da Re Alfonso
- Cittadini illustri. Zuffa tra gli Spennati e i Mazzaclocchi. Pace seguita da una lettera di Monsignor Campana.
- Venuta del Cardinal Orsini in Teramo, l'abbazia di Sant'Atto, antichità del Capitolo Aprutino.
- Morte di Giulio Acquaviva e di Matteo de Capoa. Edifici cittadini compìti a spese pubbliche.
- Congiura dei Baroni. Andrea Matteo Acquaviva ribelle. Zuffe di fazioni. Marco di Cappella ucciso; riflessioni sulla morte e quella di Ranerio. Per analogia si discorre della morte di Cesare Borgia e di Lodovico di Borbone.
- I Mazzacloicchi vanno dal Re Ferdinando che manda in Teramo Marino di Forma commissario, con ampii poteri. Patente del Re parole di Mariano d'Adamo capo del Reggimento, al Commissario.
- Cinquecento giovani teramani prendono gran parte alla vittoria di Montorio contro i baroni ribelli. I baroni ribelli castigati, eccetto Andrea Matteo in riguardo della sua parentela col Re.
- Alfonso II succede a re Ferdinando e Ferrandino ad Alfonso. Si accinge ad invadere il regno re Carlo VIII di Francia. Renuncia d'Alfonso comunicata per lettera alla città. Il re Ferrandino e il Comune; ragioni della benevolenza regale verso Teramo.
- Carlo se ne torna in Francia e Ferrandino nel regno. Morte del re Ferrante in Solmona. Venanzo Forti e Giacomo Salamita oratori del Comune al nuovo re Federico; privilegi concessi alla città.
- Francesi nel Regno. Teramo multata per la sua fedeltà al re Federico. Andrea Matteo Acquaviva avanza ragioni pel dominio di Teramo, trova opposizione in molti cittadini; i soli Mazzaclocchi provano a favorirlo.

Dialogo sesto
- Guerra tra Spagnuoli e Francesi; sconfitta dei Francesi e prigionia del Duca d'Atri; una lettera di Consalvo, luogotenente del Re Cattolico, alla città.
- Del nuovo regno di Spagna e doti della regina Isabella.
- Filippo di Spagna in Napoli; Teramo vi manda due oratori per la commissione di balzelli non pagati; ottiene le grazie domandate.
- Atti di valore di alcuni Teramani degni di lode e di ricordo
- Teramo sotto la Signoria della Regina Giovanna e ne ottiene molti privilegi; lettera della regina alla Città
- La Regina Giovanna in Teramo e grandi feste; parole della regina
- Si edifica il palazzo nuovo di città. Contesa tra Teramo e Campli per confini del territorio. Muore la regina e succede la regina figlia, e con lettera se ne dà contezza alla città. Andrea Matteo offre 40.000 ducati per la signoria di Teramo. Teramo fa valere le sue ragioni come città demaniale.
- Teramo si oppone alle pretese dell'Acquaviva; non ascoltate le sue ragioni, si arma e si fortifica. L'Acquaviva assedia la città. Leggenda di S. Berardo e della Madonna delle Grazie nella liberazione della città. Segue il racconto di altre leggende.
- Ricompra della città. Serie di capitoli o privilegi. Lettera dell'imperatore a favore di Teramo. Condizioni della città al principio del secolo XVI.

Dialogo settimo.
- Dispendii della città per alloggiamento dei soldati prima e dopo la rotta di Pavia. Fame e peste; Francesco Trimonzio ottiene in Bologna privilegi edell'Imperator Carlo V. Capitoli tra la città e D. Sances con ostaggio di sei cittadini.
- Nuovi disagi per la città. Caccia del toro in città fatta dai soldati spagnoli. Multa pagata per banditi tenuti in Città. Fabrizio Maramaldo nel 1536 angustia la città con alloggiamento di soldati e con mille ducati.
- Nuovi alloggiamenti, nuove angustie e nuova carestia. Margherita d'Austria figlia di Carlo V in Teramo; feste e regalie. Si ordina di abbattersi le scale che sporgono sulle strade; altri miglioramenti edilizii. Febbri maligne dette mazzocco; moria in città. Usi e feste per nozze.
- Giovani Teramani alla guerra di Germania. Uomini d'armi degno di ricordanza; uomini eccellenti in lettere, in pittura e medicina.
- Feste in tempo di carnevale; lutto cittadino. Inimicizie tra i cittadini, morti. Paci fatte nel marzo 1559.